# Poncione Piancascia
Poncione Piancascia är en bergstopp i Schweiz.   Den ligger i distriktet Vallemaggia och kantonen Ticino, i den sydöstra delen av landet, 120 km sydost om huvudstaden Bern. Toppen på Poncione Piancascia är 2 360 meter över havet, eller 345 meter över den omgivande terrängen. Bredden vid basen är 4,3 km.
Terrängen runt Poncione Piancascia är huvudsakligen mycket bergig. Närmaste större samhälle är Losone, 14,6 km söder om Poncione Piancascia. 
I omgivningarna runt Poncione Piancascia växer i huvudsak blandskog. Runt Poncione Piancascia är det ganska glesbefolkat, med 42 invånare per kvadratkilometer.